# Barnafarkú császárgalamb
A barnafarkú császárgalamb (Ducula latrans) a madarak osztályának galambalakúak (Columbiformes) rendjébe és a galambfélék (Columbidae) családjába tartozó faj.

## Előfordulása
A Fidzsi-szigetek területén honos.
|  |